# Chapelle Sainte-Reine-de-Queutrey
La chapelle Sainte-Reine-de-Queutrey est une chapelle située à Vellexon-Queutrey-et-Vaudey, en France.

## Localisation
La chapelle est située sur la commune de Vellexon-Queutrey-et-Vaudey, dans le département français de la Haute-Saône.

## Historique
L'édifice est inscrit au titre des monuments historiques en 1983.